# Geroda leucocycla
Geroda leucocycla är en fjärilsart som beskrevs av Druce 1909. Geroda leucocycla ingår i släktet Geroda och familjen nattflyn. Inga underarter finns listade i Catalogue of Life.